# Bombardier CRJ-100
CRJ-100 – mały odrzutowiec pasażerski produkowany przez konsorcjum Bombardier. Jego konstrukcja oparta jest na samolocie Canadair Challenger. Użytkownikami są, między innymi: Comair, Mesa Airlines, Horizon Air, SkyWest, Pinnacle Airlines, Air Wisconsin (wszystkie z USA), Air Canada Jazz (Kanada), Air Nostrum (Hiszpania), Lufthansa (Niemcy), Air One (Włochy), Brit Air (Francja), Duo Airways (Wielka Brytania), Adria Airways (Słowenia), Air Sahara (Indie), J-AIR (Japonia), SA Express (Republika Południowej Afryki).
Prace projektowe rozpoczęły się w 1987 r., a pierwszy prototyp oblatano 10 maja 1991 r. Kokpit samolotu zawiera awionikę EFIS, wyposażoną w 6 ekranów wielofunkcyjnych.
CRJ-100 stanowi podstawę dla innych samolotów tworzących serię CRJ.

## Wypadki i katastrofy
- 16 grudnia 1997 r. godz. 23:48, samolot CRJ-100ER linii Air Canada, lot 646, rozbił się przy podrywaniu samolotu do następnego okrążenia nad lotniskiem w Fredericton (Greater Fredericton Airport) po nieudanym podejściu do lądowania. Ofiar nie było .
- 22 czerwca 2003 r. godz. 23:55, samolot CRJ-100ER  francuskich linii Brit Air, lot 5672, lecący z Nantes do Brest, rozbił się przy lądowaniu, ok. 2150 m przed lotniskiem, 450 m od jego środka. Pilot samolotu zginął. Pozostałych dwóch członków załogi (ranny drugi pilot) i 21 pasażerów (dwóch rannych) zdołało ewakuować się z samolotu nim ten stanął w płomieniach.
- 27 sierpnia 2006 r. 6:07, samolot CRJ-100ER amerykańskiej linii Comair, lot 5191, lecący z Lexington do Atlanty, rozbił się podczas startu, 305 m od końca pasa. W katastrofie zginęło 49 osób, przeżył jedynie drugi pilot.